# ادیث ویلسون
ادیث ویلسون (انگلیسی: Edith Wilson؛ ۱۵ اکتبر ۱۸۷۲ – ۲۸ دسامبر ۱۹۶۱) همسر وودرو ویلسون رئیس‌جمهور آمریکا و بانوی اول ایالات متحده آمریکا بود.
وودرو ویلسون که از سال ۱۹۱۵ رئیس جمهور آمریکا بود در ۲ اکتبر ۱۹۱۹ دچار سکته مغزی شد. تا سال ۱۹۲۱ همسرش ادیث ویلسون به امور کشور رسیدگی می‌کرد.

## نگارخانه

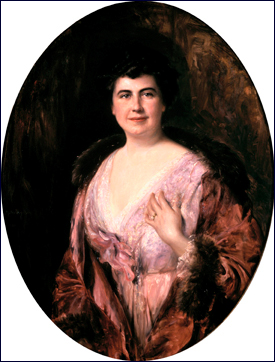
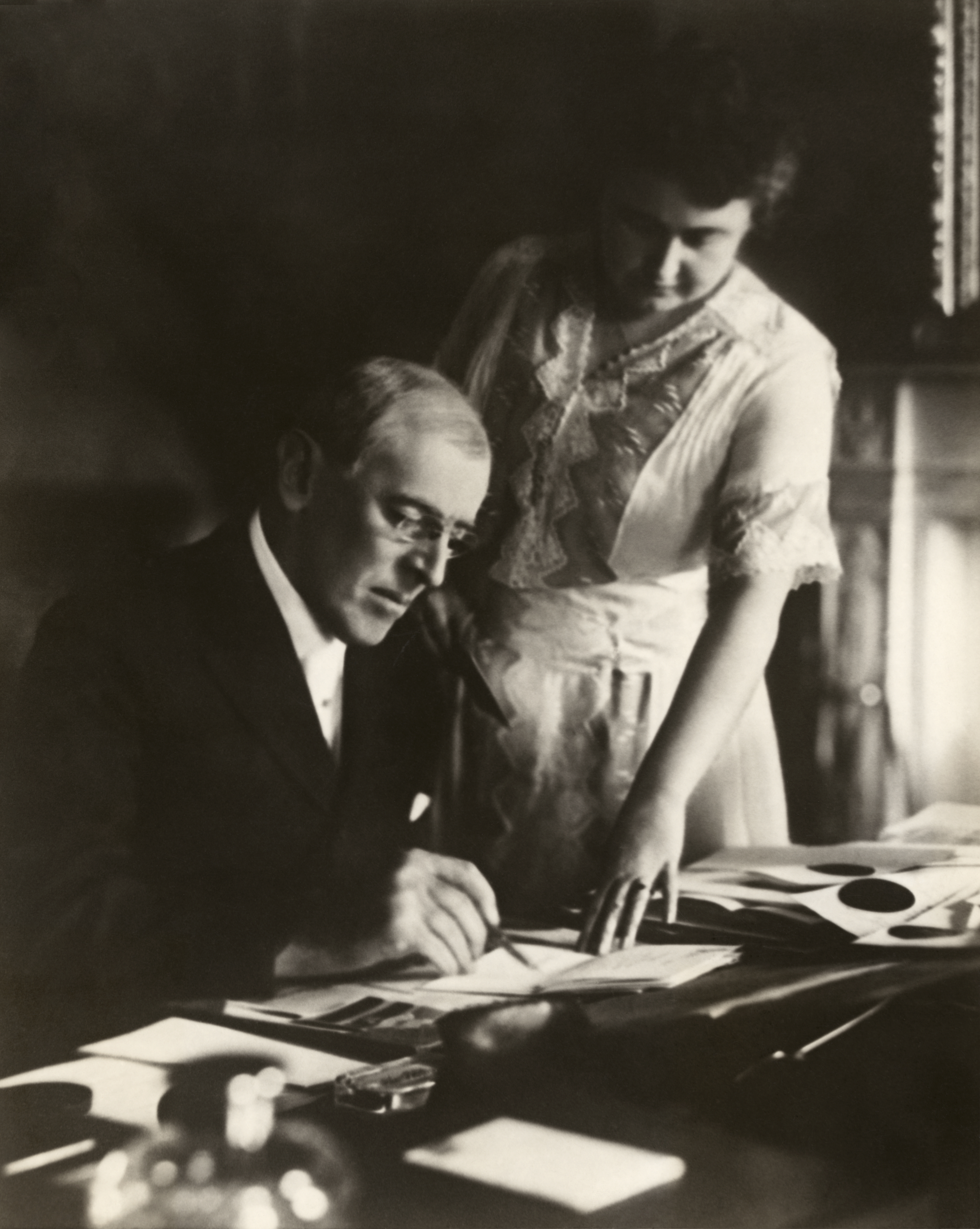